# Eudistoma lakshmiani
Eudistoma lakshmiani är en sjöpungsart som beskrevs av Renganathan 1986. Eudistoma lakshmiani ingår i släktet Eudistoma och familjen Polycitoridae. Inga underarter finns listade i Catalogue of Life.